# Jacopo Tartarotti
Jacopo Tartarotti (anche Giacopo o Giacomo) (Rovereto, 28 febbraio 1708 – Rovereto, 8 maggio 1737) è stato un letterato e storico austriaco.

## Biografia
Nato a Rovereto il 25 febbraio 1708 da Francesco Antonio ed Olimpia Volani è fratello di Girolamo.
Dal 1733 al 1736 è notaio nella città natale.
Nel 1733 pubblica Saggio della biblioteca tirolese, o sia Notizie istoriche degli scrittori della provincia del Tirolo, opera che viene ripubblicata nel 1777 con delle aggiunte del teologo perginese Domenico Francesco Todeschini. In questa edizione, dedicate al principe vescovo Pietro Vigilio Thun, vi sono due poemetti e note biografiche di Jacopo.
Nel 1754 viene pubblicata postuma dal fratello Girolamo la sua opera più importante Le più antiche iscrizioni di Rovereto e della valle Lagarina.
È membro dell'Accademia dei Ricoverati di Padova e degli Accesi di Trento.
Muore l'8 maggio 1737 alla giovane età di ventinove anni.

## Opere
- Jacopo Tartarotti, Saggio della biblioteca tirolese, o sia Notizie istoriche degli scrittori della provincia del Tirolo, Rovereto, Pierantonio Berno, 1733.
- Jacopo Tartarotti, Le più antiche iscrizioni di Rovereto e della valle Lagarina in Girolamo Tartarotti, Memorie antiche di Rovereto e de' luoghi circonvicini, Cargnioni, 1754.